# Aksel Quintus Bosz
Aksel Johann Albrecht Quintus Bosz (Pasoeroean, 25 april 1915 – 29 juli 1993) was een Surinaams jurist, politicus en hoogleraar.
Hij werd op Java in het toenmalige Nederlands-Indië geboren als zoon van Johann Ernst Quintus Bosz (1882-1954) die destijds als gepromoveerd scheikundige werkte bij het Proefstation voor de Java-Suikerindustrie in Pasoeroean. Rond 1937 sloot hij zijn opleiding af aan de Middelbare Koloniale Landbouwschool in Deventer. In november 1938 trad hij in Nederland in het huwelijk en later die maand vertrokken ze samen naar Nederlands-Indië. Begin 1939 volgde daar zijn benoeming tot reserve-tweede luitenant der artillerie en tijdens de Tweede Wereldoorlog werd hij door de Japanners als krijgsgevangene geïnterneerd.
Kort na de oorlog is hij in de rechten afgestudeerd aan de Rijksuniversiteit Utrecht. In 1949 werd Quintus Bosz als reserve-officier bij de Koninklijke Landmacht in de rang van kapitein gedetacheerde in Suriname. De eerste jaren was hij adjudant van de gouverneur en vanaf 1954 was hij agrarisch jurist bij het Departement van Financiën. In mei van dat jaar promoveerde hij in de rechten aan de Rijksuniversiteit Groningen op het proefschrift Drie eeuwen grondpolitiek in Suriname dat ook in boekvorm is verschenen. Van 1956 tot 1959 was Quintus Bosz districtscommissaris van het district Nickerie. In 1958 werd hij eervol ontslagen uit het leger. Na zijn werk in Nickerie werd hij districtscommissaris in Paramaribo en daarnaast was hij al sinds 1955 buitengewoon docent aan de Surinaamse Rechtsschool en later doceerde hij aan de Universiteit van Suriname waar hij ook rector magnificus is geweest. Verder is Quintus Bosz namens de PNP vanaf 1967 nog lid geweest van de Staten van Suriname maar midden 1973 verliet hij die partij waarna hij wel aanbleef als Statenlid.
Hij hertrouwde in 1960 met Djanakdee Sharma.
In 1993 overleed hij op 78-jarige leeftijd.